# Spring Creek (Nevada)
Spring Creek is een plaats (census-designated place) in de Amerikaanse staat Nevada, en valt bestuurlijk gezien onder Elko County.

## Demografie
Bij de volkstelling in 2000 werd het aantal inwoners vastgesteld op 10.548.

## Geografie
Volgens het United States Census Bureau beslaat de plaats een oppervlakte van 152,0 km², waarvan 151,9 km² land en 0,1 km² water.

## Plaatsen in de nabije omgeving
De onderstaande figuur toont nabijgelegen plaatsen in een straal van 68 km rond Spring Creek.